# 大分市情報学習センター

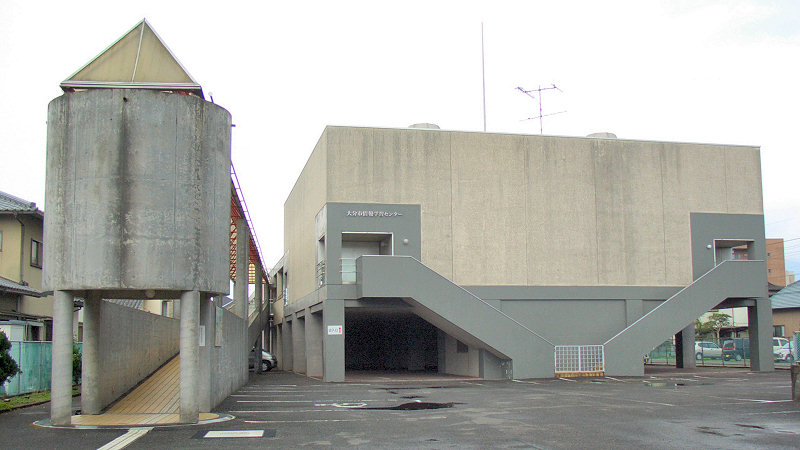
外観

大分市情報学習センター（おおいたしじょうほうがくしゅうセンター）は、大分県大分市大石町にある大分市の施設。視聴覚ホール、スタジオ、コンピュータ研修室等からなる。旧称大分市視聴覚センター（おおいたししちょうかくセンター）。大分市出身の建築家磯崎新の設計により、1979年に竣工した。
2本の半円筒状のヴォールト屋根を並列させ、その接合部にトップライトを設けている。館内には、「Mini Museo（ミニ・ムセオ）磯崎」という、磯崎新の建築模型やシルクスクリーンの作品を展示するスペースも設けられている。
館内は映像スタジオやコンピューター研修室などが設けられており、情報通信に関連する各種の市民講座や映画上映などが行われている。

## 建築概要
- 設計 - 磯崎新
- 竣工 - 1979年
- 延床面積 - 2,164m2
- 構造 - RC造
- 規模 - 地上2階
- 所在地 - 大分県大分市大石町1丁目1-3